# Прокопенко, Николай Николаевич (учёный)
Николай Николаевич Прокопенко — профессор, доктор технических наук, заведующий лабораторией перспективных технологий и процессов Центра исследований проблем безопасности РАН, заслуженный изобретатель России,(см.СО) ректор Южно-Российского государственного университета экономики и сервиса (2007-2012), советник при ректорате Донского государственного технического университета. Заместитель председателя Совета национального научно-образовательного инновационно-технологического консорциума вузов сервиса. Автор множества публикаций, учебных пособий и книг.

## Биография
Родился Николай Николаевич в 1949 году. В 1971 году он окончил с отличием Таганрогский государственный радиотехнический университет, после чего поступил в аспирантуру ЛЭТИ, которую досрочно закончил в 1975 году.
Прокопенко работал ассистентом в Таганрогском радиотехническом институте, старшим преподавателем в ШТИБО. В 1983 году стал доцентом кафедры Радиотехника в ШТИБО. С 1982 по 1997 год был проректором по научной работе. За это время вуз дважды поменял название с ШТИБО на ДГАС, а чуть позже на ЮРГУЭС. С 1997 года Прокопенко был назначен первым проректором ЮРГУЭС, а с 2007 года ректором. В 2012 году по приказу Минобрнауки России на пост ректора был назначен Леонид Александрович Каплин.